# Mubadala Citi DC Open 2023
Il Mubadala Citi DC Open 2023 è stato un torneo di tennis giocato sul cemento. È stata la 54ª edizione del torneo maschile, facente parte della categoria ATP Tour 500 nell'ambito dell'ATP Tour 2023 e la 11ª edizione del torneo femminile, facente parte della categoria Tornei WTA 500 nell'ambito del WTA Tour 2023. Si è giocato al William H.G. FitzGerald Tennis Center di Washington, negli Stati Uniti dal 31 luglio al 7 agosto 2023.

## Partecipanti ATP

### Teste di serie
| Nazionalità | Giocatore             | Ranking* | Testa di serie |
| ----------- | --------------------- | -------- | -------------- |
| Stati Uniti | Taylor Fritz          | 9        | 1              |
| Stati Uniti | Frances Tiafoe        | 10       | 2              |
| Canada      | Félix Auger-Aliassime | 12       | 3              |
| Polonia     | Hubert Hurkacz        | 16       | 4              |
| Bulgaria    | Grigor Dimitrov       | 20       | 5              |
| Kazakistan  | Aleksandr Bublik      | 26       | 6              |
| Francia     | Adrian Mannarino      | 27       | 7              |
| Stati Uniti | Sebastian Korda       | 28       | 8              |
| Regno Unito | Daniel Evans          | 30       | 9              |
| Giappone    | Yoshihito Nishioka    | 31       | 10             |
| Stati Uniti | Christopher Eubanks   | 32       | 11             |
| Paesi Bassi | Tallon Griekspoor     | 36       | 12             |
| Francia     | Ugo Humbert           | 38       | 13             |
| Stati Uniti | Ben Shelton           | 41       | 14             |
| Regno Unito | Andy Murray           | 42       | 15             |
| Stati Uniti | Jeffrey John Wolf     | 46       | 16             |

* Ranking al 24 luglio 2023.

### Altri partecipanti
I seguenti giocatori hanno ricevuto una wild card per il tabellone principale:
- Kevin Anderson
- Gaël Monfils
- Kei Nishikori
- Ben Shelton

Il seguente giocatore è entrato in tabellone con il ranking protetto:
- Lloyd Harris

I seguenti giocatori sono passati dalle qualificazioni:

- Shang Juncheng
- Bradley Klahn
- Kiranpal Pannu
- Bjorn Fratangelo
- Shintaro Mochizuki
- Zachary Svajda

Il seguente giocatore è entrato in tabellone come lucky loser:
- Sho Shimabukuro

### Ritiri
Prima del torneo
- Jérémy Chardy → sostituito da  Aleksandr Ševčenko
- Nick Kyrgios → sostituito da  Michael Mmoh
- Daniil Medvedev → sostituito da  Yosuke Watanuki
- Kei Nishikori → sostituito da  Sho Shimabukuro
- Denis Shapovalov → sostituito da  Radu Albot
- Mikael Ymer → sostituito da  Tarō Daniel

## Partecipanti ATP doppio

### Teste di serie
| Nazionalità | Giocatore       | Nazionalità | Giocatore         | Ranking* | Teste di serie |
| ----------- | --------------- | ----------- | ----------------- | -------- | -------------- |
| Stati Uniti | Rajeev Ram      | Regno Unito | Joe Salisbury     | 11       | 1              |
| Stati Uniti | Austin Krajicek | Croazia     | Mate Pavić        | 23       | 2              |
| Regno Unito | Lloyd Glasspool | Finlandia   | Harri Heliövaara  | 33       | 3              |
| El Salvador | Marcelo Arévalo | Paesi Bassi | Jean-Julien Rojer | 36       | 4              |

* Ranking al 24 luglio 2023.

### Altri partecipanti
Le seguenti coppie di giocatori hanno ricevuto una wildcard per il tabellone principale: 
- Daniel Evans /  Andy Murray
- Mackenzie McDonald /  Ben Shelton

I seguenti giocatori sono passati dalle qualificazioni:
- Aleksandr Bublik /  Tallon Griekspoor

### Ritiri
Prima del torneo
- Wesley Koolhof /  Neal Skupski → sostituiti da  Grigor Dimitrov /  Nicolas Mahut

## Partecipanti WTA

### Teste di serie
| Nazionalità | Giocatrice         | Ranking* | Testa di serie |
| ----------- | ------------------ | -------- | -------------- |
| Stati Uniti | Jessica Pegula     | 4        | 1              |
| Francia     | Caroline Garcia    | 5        | 2              |
| Stati Uniti | Coco Gauff         | 7        | 3              |
| Grecia      | Maria Sakkarī      | 9        | 4              |
|             | Dar'ja Kasatkina   | 11       | 5              |
| Svizzera    | Belinda Bencic     | 15       | 6              |
| Stati Uniti | Madison Keys       | 16       | 7              |
|             | Ljudmila Samsonova | 17       | 8              |

* Ranking al 24 luglio 2023.

### Altre partecipanti
Le seguenti giocatrici hanno ricevuto una wild card per il tabellone principale:
- Bianca Andreescu
- Danielle Collins
- Sofia Kenin
- Elina Svitolina

La seguente giocatrice è entrata in tabellone con il ranking protetto:
- Jennifer Brady

Le seguenti giocatrici sono passate dalle qualificazioni:

- Hailey Baptiste
- Lauren Davis
- Leylah Fernandez
- Magdalena Fręch

La seguente giocatrice è stata ripescata in tabellone come lucky loser:
- Peyton Stearns

### Ritiri
Prima del torneo
- Paula Badosa → sostituita da  Sorana Cîrstea
- Sofia Kenin → sostituita da  Peyton Stearns
- Veronika Kudermetova → sostituita da  Sloane Stephens

## Partecipanti WTA doppio

### Teste di serie
| Nazionalità   | Giocatrice               | Nazionalità | Giocatrice         | Ranking* | Teste di serie |
| ------------- | ------------------------ | ----------- | ------------------ | -------- | -------------- |
| Stati Uniti   | Nicole Melichar-Martinez | Australia   | Ellen Perez        | 17       | 1              |
| Giappone      | Shūko Aoyama             | Canada      | Gabriela Dabrowski | 38       | 2              |
| Taipei cinese | Chan Hao-ching           | Messico     | Giuliana Olmos     | 40       | 3              |
| Giappone      | Miyu Katō                | Indonesia   | Aldila Sutjiadi    | 69       | 4              |

*ranking al 24 luglio 2023.

### Altre partecipanti
Le seguenti coppie di giocatrici hanno ricevuto una wildcard per il tabellone principale:
- Hailey Baptiste /  Sloane Stephens
- Clervie Ngounoue /  Alycia Parks

La seguente coppia di giocatrici è entrata in tabellone con il ranking protetto:
- Jennifer Brady /  Madison Keys

La seguente coppia di giocatrici è subentrata in tabellone come alternate:
- Makoto Ninomiya /  Sabrina Santamaria

### Ritiri
Prima del torneo
- Clervie Ngounoue /  Alycia Parks → sostituite da  Makoto Ninomiya /  Sabrina Santamaria

## Campioni

### Singolare maschile
Daniel Evans ha sconfitto in finale  Tallon Griekspoor con il punteggio di 7-5, 6-3.
• È il secondo titolo in carriera per Evans, il primo in stagione.

### Singolare femminile
Coco Gauff ha sconfitto in finale  Maria Sakkarī con il punteggio di 6-2, 6-3.
• È il quarto titolo in carriera per Gauff, il secondo in stagione.

### Doppio maschile
Máximo González /  Andrés Molteni hanno sconfitto in finale  Mackenzie McDonald /  Ben Shelton con il punteggio di 6(4)-7, 6-2, [10-6].

### Doppio femminile
Laura Siegemund /  Vera Zvonarëva hanno sconfitto in finale  Alexa Guarachi /  Monica Niculescu con il punteggio di 6-4, 6-4.

## Punti e montepremi

### Punti
| Torneo              | V   | F   | SF  | QF  | 3T | 2T | 1T | Q  | Q2 | Q1 |
| Singolare maschile  | 500 | 300 | 180 | 90  | 45 | 20 | 0  | 10 | 4  | 0  |
| Doppio maschile     | 500 | 300 | 180 | 90  | 0  | –  | –  | 45 | 25 | 0  |
| Singolare femminile | 470 | 305 | 185 | 100 | 55 | 1  | –  | 25 | 13 | 4  |
| Doppio femminile    | 470 | 305 | 185 | 100 | 1  | –  | –  | –  | –  | –  |

### Montepremi
| Torneo              | V        | F        | SF      | QF      | 3T      | 2T      | 1T     | Q2     | Q1     |
| Singolare maschile  | $353.455 | $188.505 | $97.785 | $51.055 | $26.905 | $14.725 | $7.855 | $4.125 | $2.355 |
| Doppio maschile     | $123.770 | $65.980  | $33.380 | $16.690 | $8.640  | –       | –      | –      | –      |
| Singolare femminile | $        | $        | $       | $       | $       | $       | –      | $      | $      |
| Doppio femminile    | $        | $        | $       | $       | $       | $       | –      | –      | –      |